# Атаман (баскетбольный клуб)
«Атаман» — бывший российский баскетбольный клуб из Ростова-на-Дону, выступавший в Суперлиге.

## История
Ростов-на-Дону всегда считался спортивным городом. В 2004 году в город переехал баскетбольный клуб Локомотив, который был переименован в Локомотив Ростов. Однако, в 2009 году у клуба возникли серьёзные проблемы - инфраструктурные (стадион, на котором выступал Локомотив считался недостаточно вместительным для Суперлиги), финансовые, и другие. Краснодарские власти пообещали решить эти проблемы, и в июле глава клуба принял решение переехать в Краснодар. Фактически, город лишился баскетбольного клуба. 
Клуб был основан в 2010 году одним из депутатов Ростовской-на-Дону Городской Думы Андреем Грибенюком. Клуб сразу же попал в Высшую лигу. За сезон 2010/2011 годов клуб выступил феноменально, заняв первое место, что дало «Атаману» возможность перейти в Суперлигу, которой тот воспользовался. Клуб также участвовал в Кубке России по баскетболу 2010/2011, в котором дошёл до 1/8 финала, уступив только клубу Профессиональной баскетбольной лиги, будущему хозяину финала четырёх Енисею.
В следующем году, баскетбольный клуб Атаман выступает уже в Суперлиге. Ростовский клуб сразу-же попал в верхние строчки турнирной таблицы, занимая второе место. В сезоне 2011/2012 в Кубка России по баскетболу Атаман опять дошел до стадии 1/8 финала, где проиграл Спартаку-Приморье. В конце 2011 года, клуб испытывал серьёзные финансовые проблемы. На помощь пришёл клуб из Владивостока, Спартак-Приморье, который занял Атаману денег для выездной игры. Позже, клуб поддержал губернатор Ростовской области Василий Голубев.
В 2014 году команда расформировалась из-за недостатка средств.

## Достижения
Победитель Высшей Лиги сезона 2010/2011

## Главные тренеры
- 2012—2014 —  Михаил Карпенко[5]

## Статистика выступлений в чемпионатах России

### По сезонам
| Сезон     | Турнир                     | Результат  |
| --------- | -------------------------- | ---------- |
| 2010-2011 | Высшая Лига                | Чемпион    |
| 2010-2011 | Кубок России по баскетболу | 1/8 финала |
| 2011-2012 | Суперлига                  |            |
| 2011-2012 | Кубок России по баскетболу | 1/8 финала |
| 2012-2013 | Суперлига                  |            |
| 2012-2013 | Кубок России по баскетболу | 1/8 финала |

## Домашняя арена
КСК "ЭКСПРЕСС", культурно-спортивный комплекс
ул. Закруткина, 67а, г. Ростов-на-Дону, Ростовская область, 344016
8 (863) 259-02-93

## Известные игроки
Барсуков Сергей Владимирович 